# Mnichovská průrva

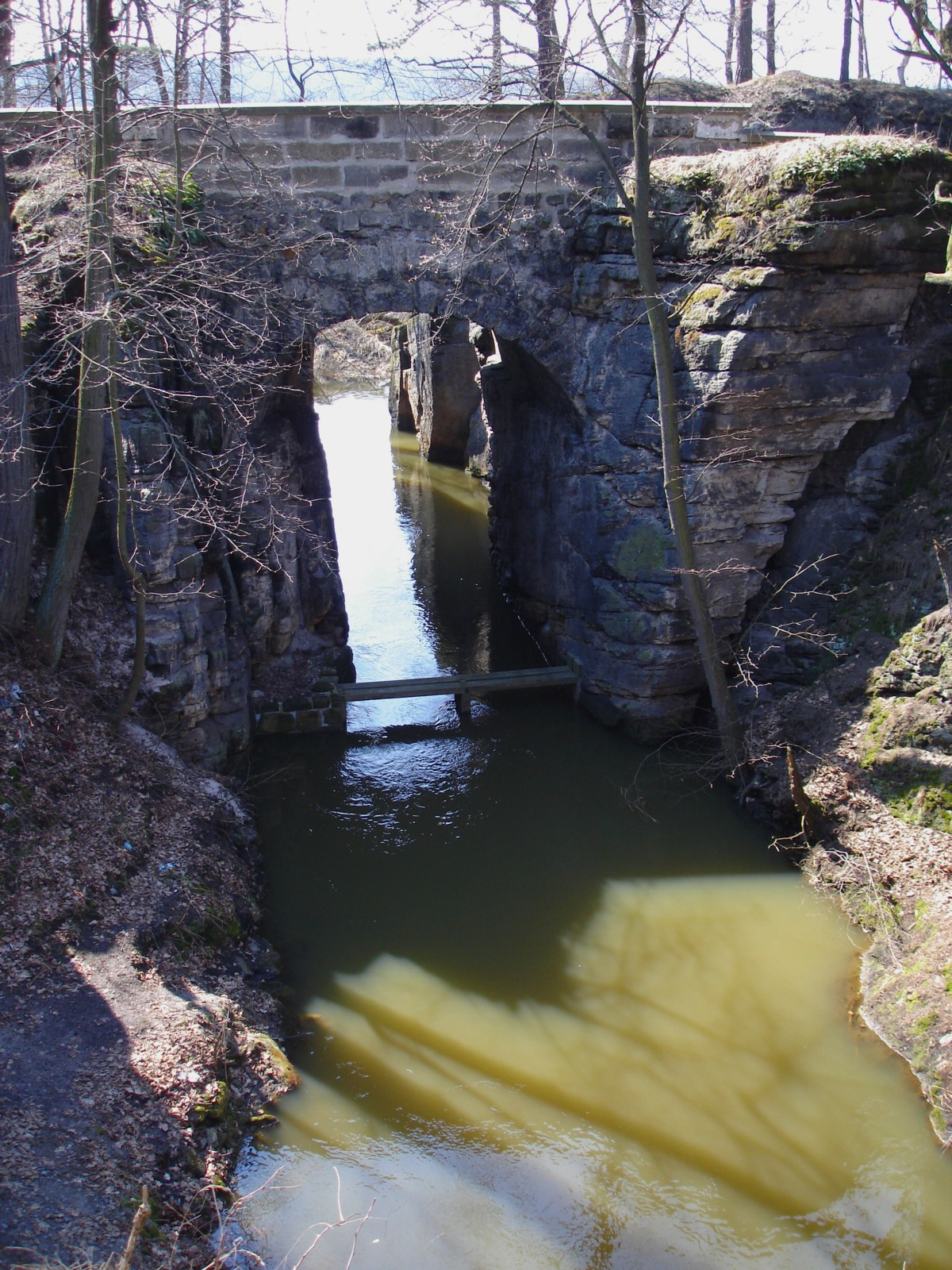
Mnichovská průrva mit der Straßenbrücke der Fernverkehrsstraße 9

Der Mnichovská průrva (deutsch Münchner Schlucken) ist ein künstlich hergestellter Felskanal in Nordböhmen (Tschechien). Er befindet sich einen reichlichen Kilometer südlich von Zahrádky (Neugarten). Durch ihn wird der Bobří potok in den Novozámecký rybník (Hirnsener Großteich) geleitet und mündet dort in den Robečský potok.

## Geschichte
Gebaut wurde die Anlage im 14. Jahrhundert als Auslass des Münchner Teiches. Seit 1792 ist der Teich aufgelassen und wird seitdem nicht mehr angestaut. Der ehemalige Teichboden wird heute landwirtschaftlich genutzt. Nördlich des Kanals befand sich das im Dreißigjährigen Krieg erloschene Dorf Mnichov (München), von dem lediglich die Kirche der hl. Barbara erhalten blieb.
Der Felskanal ist 50 Meter lang und besitzt eine Breite von vier Metern. Er beginnt am Zusammenfluss des Bobří potok (Bieberbach) und des Dolský potok (Gründelbach) und leitet das Wasser der beiden Bäche in den Novozámecký rybník (Hirnsener Großteich). Die gesamte Länge des Durchstichs durch den Felsriegel beträgt etwa 100 Meter. Am  Schlucken befindet sich die barocke Statue der hl. Kümmernis (svatá Starosta).
Die Anlage liegt direkt an der Fernverkehrsstraße 9 zwischen Zahrádky und Jestřebí (Habstein). Diese überquert den Schlucken auf einer steinernen Bogenbrücke.
Ähnliche Felskanäle befinden sich auch bei Doksy (Hirschberg) als Auslass des Máchovo jezero (Machasee) und  des Břehyňský rybník (Břehyňská průrva) sowie in Zahrádky (Neugarten) als Auslass des Novozámecký rybník.
Koordinaten: 50° 37′ 20″ N, 14° 32′ 12″ O